# カタリナ・マリニッチ
カタリナ・マリニッチ（Katarina Marinic、1899年10月30日 - 2010年9月2日）は、スロベニアのスーパーセンテナリアン。スロベニア最高齢記録を保持している女性。生前はノヴァ・ゴリツァ在住。

## 略歴
1899年、オーストリア＝ハンガリー帝国支配領のソチャ渓谷のデスクルで、9番目の子供として生まれた。故郷の小学校に通っていたが、第一次世界大戦中のイゾンツォ戦線での激しい戦闘のために1915年から3年間オーストリアに逃げることを余儀なくされた。この間はウィーンのチョコレート工場で2年間働き、ブルックの料理学校に通う。スロベニアに戻ったときに家が取り壊されていたため、リュブリャナのいとことして2年間行っていた。1929年にルドルフ・マリニッチと結婚していたが、夫婦には子供がいなかった。1967年にルドルフが死去して以来は、一人暮らしをしている。
2009年に110歳の誕生日を迎える。110歳の誕生日を迎えるのはスロベニアならびに東ヨーロッパ人としては初だった。1997年に股関節を骨折してからは、ノヴァ・ゴリツァの老人ホームに在住し、そこで死去している。死去時には9人の甥と100歳を超えている姪がイタリアに住んでいた。
2010年9月2日、110歳307日で死去。